# Pidsosniv, Pustomîtî
Pidsosniv (în ucraineană Підсоснів) este un sat în comuna Mîkolaiiv din raionul Pustomîtî, regiunea Liov, Ucraina.

## Demografie
Componența lingvistică a localității Pidsosniv
     Ucraineană (100%)
Conform recensământului din 2001, toată populația localității Pidsosniv era vorbitoare de ucraineană (100%).